# Hymenolobus procumbens subsp. procumbens
Hymenolobus procumbens subsp. procumbens é uma subespécie de planta com flor pertencente à família Brassicaceae. 
A autoridade científica da subespécie é (L.) Nutt. in Torr. & A. Gray, tendo sido publicada em Fl. N. Amer. 1: 117 (1838).

## Portugal
Trata-se de uma subespécie presente no território português, nomeadamente em Portugal Continental.
Em termos de naturalidade é nativa da região atrás indicada.

## Protecção
Não se encontra protegida por legislação portuguesa ou da Comunidade Europeia.